# Diagonal Mar i Front Marítim del Poblenou
Diagonal-Front Marítim del Poblenou este un cartier din districtul 10, Sant Martí, al orasului Barcelona.